# II. Doszitheosz jeruzsálemi görög pátriárka
II. Doszitheosz (ógörögül: Δοσίθεος Β΄, latinul: Dositheus), (1642. május 31. – 1707. február 8.) jeruzsálemi görög pátriárka 1669-től haláláig.
Doszitheosz az előkelő bizánci Notarasz családból származott, és fiatalon, 1669-ben lett Jeruzsálem pátriárkája. Sokat tett az ortodox egyház fejlesztésésért, amelynek vezető alakja volt a 17. század második felében. Kérlelhetetlen volt ugyanakkor a katolikusok és a protestáns kereszténység irányában. A protestánsok ellen 1672-ben Jeruzsálemben zsinatot tartott, és az ott hozott határozatok mérvadók lettek az ortodox egyházban több száz évre.
Doszitheosz számos teológiai művet is írt, amelyek az ő kezdeményezésére alakult jászvásári nyomdában adtak ki. Legjelentősebb alkotása „A jeruzsálemi pátriárkák története”. A pátriárka közel 40 évnyi kormányzás után hunyt el 1707-ben.